# Pholos
Pour les articles homonymes, voir Pholus.

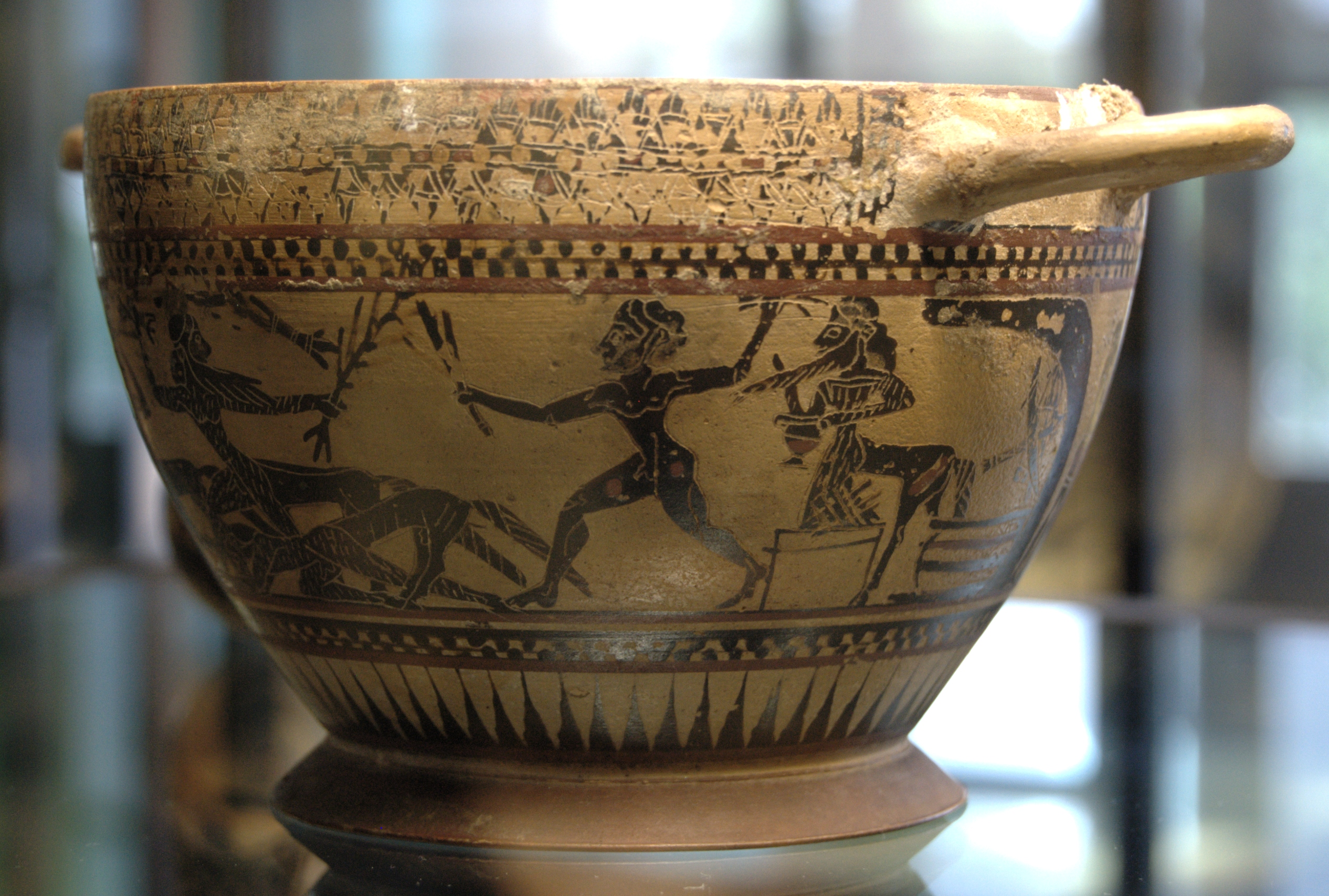
Héraclès, Pholos et les centaures, skyphos à figures noires, v. 580 av. J.-C., musée du Louvre (L 63)

Dans la mythologie grecque, Pholos ou Pholus (en grec ancien Φόλος / Phólos) est un centaure, fils de Silène et d'une nymphe des frênes, une Méliade. Sa légende est associée à celle d'Héraclès.
Héraclès, allant à la chasse du sanglier d'Érymanthe, logea chez Pholos, qui le reçut très bien, et le traita de même. Au milieu du festin, Héraclès voulut entamer un muid de vin qui appartenait aux autres Centaures, et que Dionysos ne leur avait donné qu'à la condition d'en régaler Héraclès quand il passerait chez eux ; ceux-ci le lui refusèrent, et une lutte vive s'engagea. Le héros les écarta à coups de flèches, fatales parce qu'empoisonnées du sang de l'hydre de Lerne. Pholos ne prit aucune part à ce combat et se contenta de rendre aux morts les devoirs de la sépulture, mais il laissa tomber une flèche qu'il avait arrachée au corps d'un des Centaures, se blessa et en mourut. Héraclès lui fit de magnifiques funérailles, et l'enterra sur la montagne appelée depuis mont Pholoé, du nom de Pholos.
Selon certaines sources, la constellation du Sagittaire serait Pholos, bien que d'autres l'associent plutôt à Chiron ou parfois à Crotos.[réf. nécessaire]